# 布雷克島
布雷克島（英語：Breaker Island），是南極洲的島嶼，位於帕默群島的昂韋爾島西南面，處於諾瑟爾角西南面，屬於帕默群島的一部分，在1955年由英國研究隊測量，現時由南極條約體系管理。
64°46′S 64°07′W / 64.767°S 64.117°W